# Rura nad Sokolimi Oknami
Rura nad Sokolimi Oknami – schronisko w Dolinie Bolechowickiej na Wyżynie Olkuskiej (część Wyżyny Krakowsko-Częstochowskiej). Administracyjnie należy do gminy Zabierzów w powiecie krakowskim, w województwie małopolskim. Od 1968 r. skała z jaskinią znajduje się na terenie częściowego rezerwatu przyrody Wąwóz Bolechowicki.

## Opis jaskini
Schronisko znajduje się pod szczytem skał w lewym zboczu Doliny Bolechowickiej, na wysokości 60 m nad dnem doliny, powyżej Turni z Grotami. Jego otwór ma ekspozycję południowo-wschodnią. Najłatwiej można do niego dostać się od góry (z wierzchowiny). Za dość wysokim, pionowym otworem jest korytarz w postaci rury o długości 4 m. Kończy się obniżeniem, za którym widoczna jest dalsza część korytarzyka, ale zbyt ciasna dla człowieka.
Jest to schronisko pochodzenia krasowego, powstałe w wapieniach z jury późnej. Wytworzyło się w strefie saturacji, o czym świadczą występujące w nim niewielkie kotły wirowe i wadyczna rynna denna. W końcowym odcinku rury, na jej prawej ścianie, występuje naciek jaskiniowy w postaci niewielkiego stalagmitu. Namulisko skąpe, złożone z lessu zmieszanego z gruzem wapiennym. Na ścianach w części przyotworowej rozwijają się glony, w środku występują pajęczaki.
Rura nie była dotąd wzmiankowana w literaturze. Jej dokumentację i plan opracował A. Górny w październiku 2009 roku.

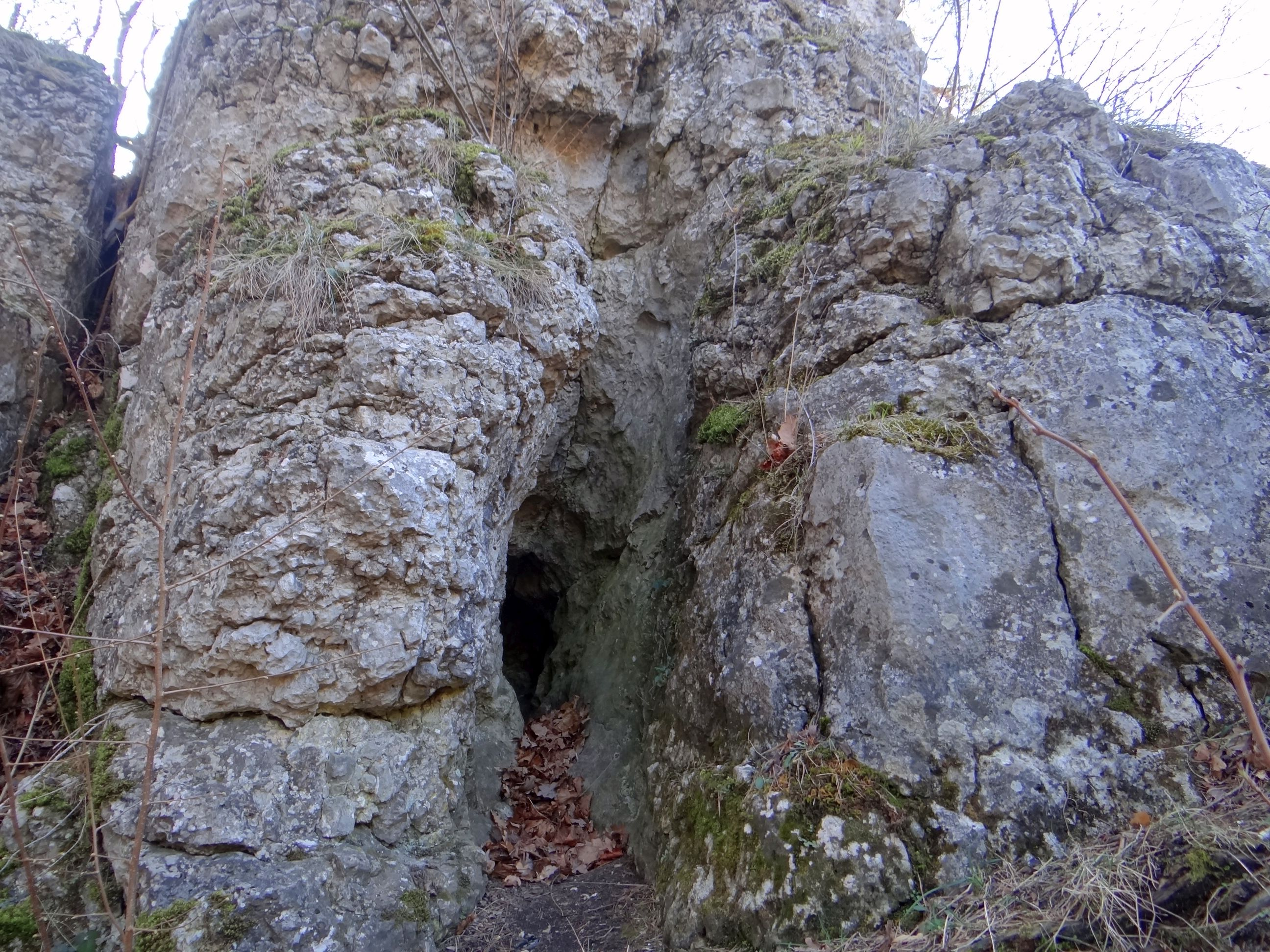
Otwór
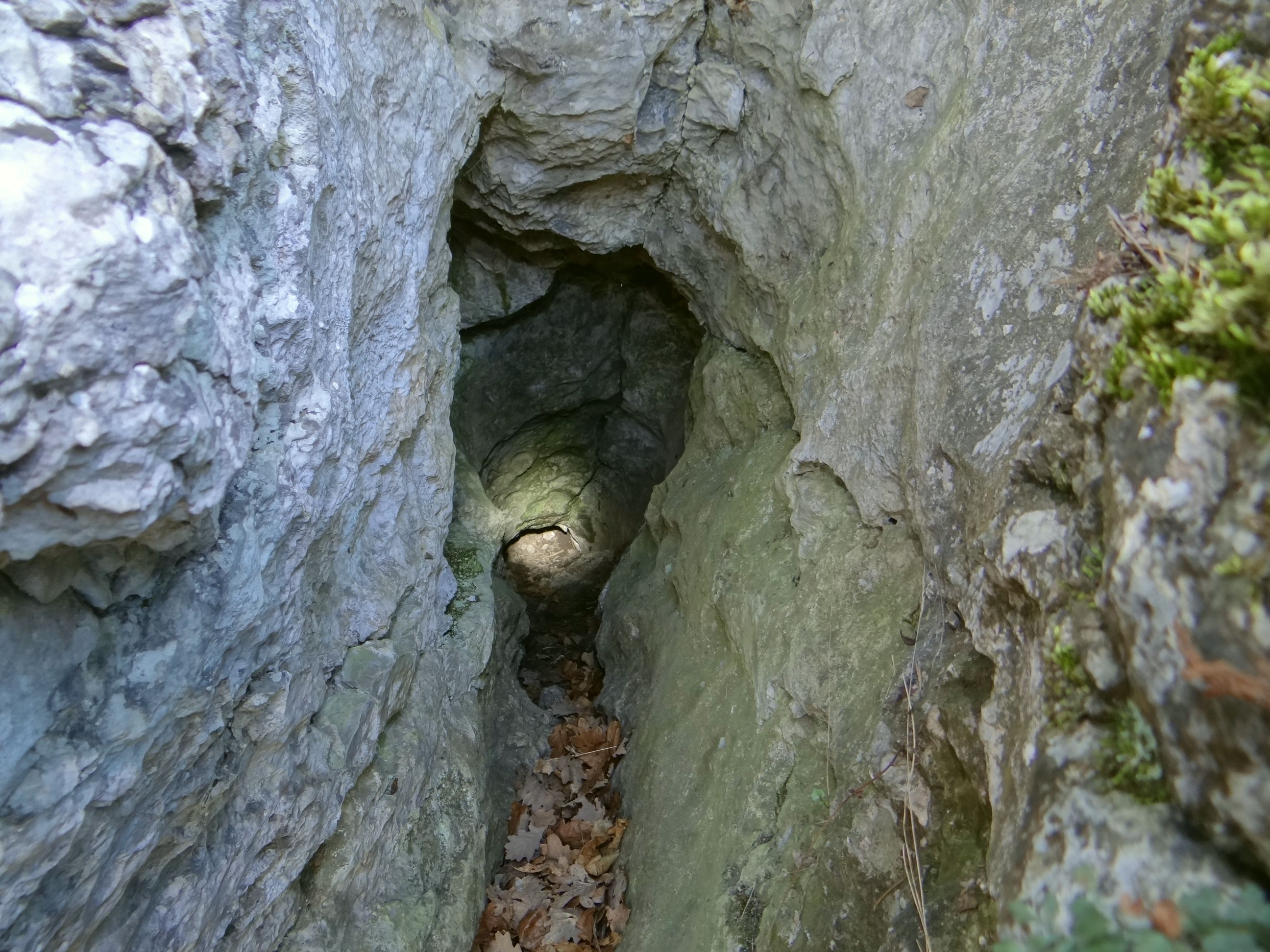
Korytarz za otworem
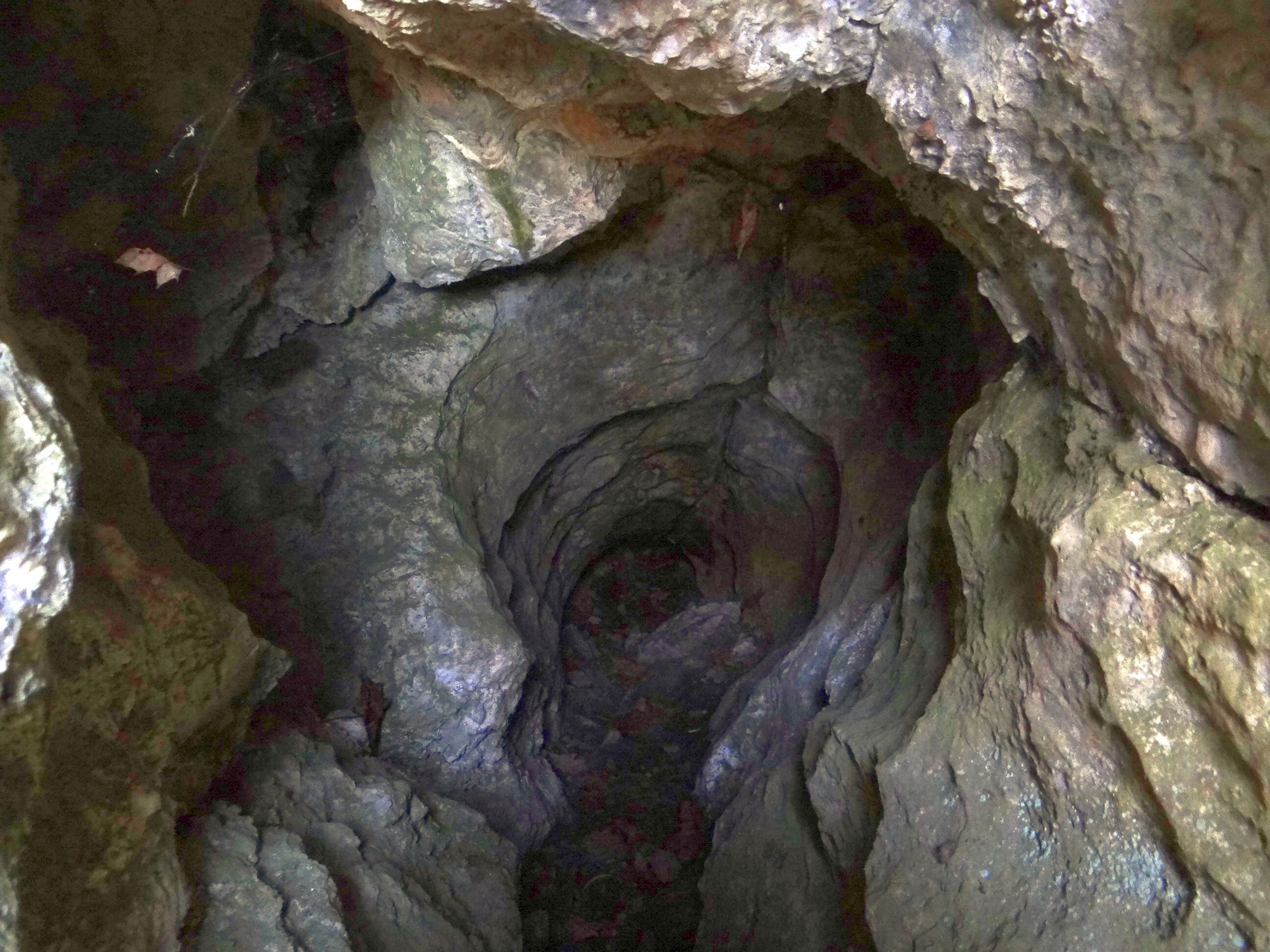
Rura

W tej samej Turni z Grotami znajduje się jeszcze kilka innych schronisk: Okno Sokole Pierwsze, Okno Sokole Drugie, Okno Sokole Trzecie i Okno Sokole Czwarte.